# صوفي وينكلمان
صوفي وينكلمان (بالإنجليزية: Sophie Winkleman)‏ ممثلة بريطانية (ولدت يوم 5 أغسطس 1980 لندن ، إنجلترا) وهي زوجة فريدريك ويندسور ابن أمير كنت.

## روابط خارجية
- صوفي وينكلمان على موقع IMDb (الإنجليزية)
- صوفي وينكلمان على موقع ألو سيني (الفرنسية)
- صوفي وينكلمان على موقع أول موفي (الإنجليزية)
- صوفي وينكلمان على موقع قاعدة بيانات الأفلام السويدية (السويدية)
- صوفي وينكلمان على موقع إن إن دي بي (الإنجليزية)
- صوفي وينكلمان على موقع قاعدة بيانات الفيلم (الإنجليزية)
- صوفي وينكلمان على موقع كينوبويسك (الروسية)